# Trivia merces
Trivia merces es una especie de molusco gasterópodo de la familia Triviidae.

## Distribución geográfica
Se encuentra  en Nueva Zelanda.